# Portal 2
Portal 2 is een puzzel/FPS-computerspel ontwikkeld en uitgegeven door Valve Corporation. Portal 2 is het vervolg op Portal.

## Verhaal
Chell, de protagonist van Portal, wordt na ongeveer 20 jaar wakker gemaakt door de niet al te snuggere robot Wheatley. Samen proberen ze te ontsnappen uit het gebouw van Aperture Science. Terwijl ze dit doen activeert Wheatley per ongeluk GLaDOS, de antagonist van Portal, en het testen begint weer van voren af aan. Na een aantal testkamers lukt het Wheatley en Chell om GLaDOS weer uit te schakelen en neemt Wheatley de plaats van GLaDOS in.
Onmiddellijk begint Wheatley's persoonlijkheid te veranderen: door alle macht die hij heeft gekregen draait hij door. Hierdoor is er geen andere keus meer voor GlaDOS en Chell dan samenwerken, vooral nadat GLaDOS door Wheatley is veranderd in een aardappel. Na een vrije val wordt GlaDOS meegenomen door een vogel, waarna Chell een oud laboratorium ontdekt waarin door voormalig directeur Cave Johnson onethische experimenten met gel werden getest. Nadat Chell GlaDOS redt van de vogel komt GLaDOS via vooraf opgenomen berichten meer te weten over Johnson en zijn assistente Caroline, wat aanwijzingen geeft over haar origine.
Als ze naar boven zijn teruggekeerd blijkt Wheatley's regering over Aperture Science rampzalige gevolgen te hebben. Het gebruiken van een paradox om hem uit te schakelen mislukt, waarna er weer een paar testen volgen. Na een ontsnapping volgt uiteindelijk het eindgevecht, en via teamwork weten Chell en GLaDOS  Wheatley uiteindelijkte verslaan, waarna Wheatley gedoemd is om voor eeuwig in de ruimte te dwalen.
Chell geeft GLaDOS haar oude lichaam terug en als dank laat GLaDOS Chell vrij. Hierbij zegt GLaDOS dat Chell niet haar grootste vijand is, maar haar beste vriend. Chell wordt via een lift naar de buitenwereld gebracht, maar niet voordat ze bezongen wordt door een opera van Turrets. Eenmaal boven belandt ze in een vredig graanveld en wordt een verbrande Companion Cube naar buiten geslingerd.
Net als in Portal eindigt Portal 2 met een lied dat door GlaDOS wordt gezongen: "Want You Gone". Als eindnoot biedt de dwalende Wheatley zijn excuses aan voor zijn gedrag.

## Cast
- Ellen McLain - GLaDOS / Turrets / Caroline
- Stephen Merchant - Wheatley
- J.K. Simmons - Cave Johnson
- Joe Romersa - Omroeper
- Nolan North - Space Core / Fact Core / Adventure Core / Defectieve Turrets
- Dee Bradley Baker - Atlas / P-Body

## Ontvangst
Portal 2 werd vrijwel unaniem geprezen als een waardige opvolger van Portal, met een score van 95 op Metacritic.

## Trivia
- Nadat Portal vaak geassocieerd werd met "cake" werd besloten om dit motief niet meer terug te laten keren.[2] Uiteindelijk zit er in het spel toch één kleine verwijzing.
- Het spel is opgenomen in het boek 1001 Video Games You Must Play Before You Die van Tony Mott.